# チェ・シラ
チェ・シラ（1968年6月25日 -）は、韓国の女優である。身長168cm、血液型A型。1984年、テレビCMでデビュー。夫はロックミュージシャンのキム・テウク、妹は女優のチェ・グッキ。

## 来歴
1984年、ロッテ製菓専属モデルとして芸能活動を開始し、1985年、女優として活躍し、KBS大河ドラマ『王と妃』（1998年 - 2000年、KBS）で仁粋大妃を若年から老年まで演じKBS演技大賞を受賞。歴史ドラマ『海神』（2004年 - 2005年）や『千秋太后』（2009年、ともにKBS）などのドラマ、映画に出演している。2011年、『インス大妃』で再び仁粋大妃を演じ注目を集めた。

## 出演作品

### テレビドラマ
- 高校生日記（1983年-86年、MBC）※デビュー
- 正祖大王 偉大な王の肖像（1988年、MBC）
- 二冊の日記（1990年、MBC）
- 黎明の瞳（1991年、MBC）
- アパート（1995年-1996年、MBC）
- 未忘（1996年、MBC）
- 英雄神話（1997年-1998年、MBC）
- 野望の伝説（1998年、KBS）
- 王と妃（1998年-2000年、KBS）
- 女子万歳（2000年-2001年、SBS）
- メン家の全盛時代（2002年-2003年、MBC）
- 愛情の条件（2004年、KBS）
- 海神（2004年-2005年、KBS）
- 透明人間チェ・ジャンス（2006年、KBS）
- 千秋太后（2009年、KBS）
- インス大妃（2011年-2012年、JTBC）
- 蒼のピアニスト（2012年、SBS）
- 優しくない女たち（2015年、KBS）
- 別れが去った（2018年、MBC）
- ザ・バンカー（2019年、MBC）